# Sindiki
Sindiki (griechisch Σιντική (f. sg.)) ist seit 2011 eine Gemeinde in der nordgriechischen Region Zentralmakedonien. Die Gemeinde ist in sechs Gemeindebezirke unterteilt. Verwaltungssitz ist Sidirokastro. Sie ist nach der antiken makedonischen Stadt Herakleia Sintike benannt.

## Lage
Die Gemeinde Sindiki liegt im Nordosten der Region Zentralmakedonien an der Staatsgrenze zu Nordmazedonien und Bulgarien. Angrenzende Gemeinden sind im Süden Serres und Iraklia und im Südwesten und Westen Kilkis.

## Verwaltungsgliederung
Die Gemeinde wurde nach der Verwaltungsreform 2010 aus der Fusion der ehemaligen Gemeinden Kerkini, Petrisi und Sidirokastro sowie der Landgemeinden Angistro, Achladochori und Promachonas gebildet. Verwaltungssitz der Gemeinde ist Sidirokastro. Die ehemaligen Gemeinden und Landgemeinden bilden seither die sechs Gemeindebezirke. Die Gemeinde ist weiter in 3 Stadtbezirke und 23 Ortsgemeinschaften untergliedert.
| Gemeindebezirk | griechischer Name              | Code   | Fläche (km²) | Einwohner 2011 | Stadtbezirke / Ortsgemeinschaften (Δημοτική /Τοπική Κοινότητα)                                              | Lage |
| -------------- | ------------------------------ | ------ | ------------ | -------------- | --- | ---- |
| Sidirokastro   | Δημοτική Ενότητα Σιδηροκάστρου | 120701 | 196,826      | 9.294          | Sidirokastro, Vamvakofyto, Kamaroto, Strymonochori, Charopo, Chortero                                       |      |
| Angistro       | Δημοτική Ενότητα Αγκίστρου     | 120702 | 071,457      | 0373           | Angistro |      |
| Achladochori   | Δημοτική Ενότητα Αχλαδοχωρίου  | 120703 | 185,255      | 0861           | Achladochori, Kapnofyto                                                                                     |      |
| Kerkini        | Δημοτική Ενότητα Κερκίνη       | 120704 | 352,803      | 6695           | Kerkini, Anatoli, Ano Poroia, Kastanoussa, Kato Poroia, Livadia, Makrinitsa, Neochori, Platanakia, Rodopoli |      |
| Petritsi       | Δημοτική Ενότητα Πετριτσίου    | 120705 | 251,500      | 04.832         | Neo Petritsi, Akritochori, Ano Vyronia, Gonimo, Mandraki, Megalochori                                       |      |
| Promachonas    | Δημοτική Ενότητα Προμαχώνος    | 120706 | 042,320      | 0140           | Promachonas                                                                                                 |      |
| Gesamt         | Gesamt                         | 1207   | 1100,161     | 22.195         | |      |